# 2005年超级女声
《2005年超级女声》，是湖南卫视在2005年举办的一场电视歌唱选秀节目，节目影响力极大，前三甲李宇春、周笔畅、张靓颖均为现时中国内地一线歌手，而何洁、纪敏佳、黄雅莉、叶一茜等人亦至今活跃在内地乐坛。

## 比賽結果

### 分賽區
| 唱区     | 冠军   | 冠军   | 亚军   | 亚军   | 季军   | 季军   |
| 唱区     | 姓名   | 票数   | 姓名   | 票数   | 姓名   | 票数   |
| 长沙唱区 | 赵静怡 | 106967 | 黄雅莉 | 87118  | 佘曼妮 | 77115  |
| 广州唱区 | 周笔畅 | 113535 | 易慧   | 67310  | 李娜   | 56383  |
| 郑州唱区 | 朱妍   | 524595 | 宋琳   | 473327 | 郭慧敏 | 470841 |
| 成都唱区 | 李宇春 | 206564 | 张靓颖 | 58172  | 何洁   | 42335  |
| 杭州唱区 | 纪敏佳 | 37385  | 叶一茜 | 36736  | 林爽   | 26835  |

本表中鄭州唱區的數據普遍認爲不可信。從投票參與度看，鄭州不可能達到這個水平。且三甲選手最後無一人進入前九名，説明問題較大。
- 分赛区冠军直接晋级全国10强，分赛区亚军、季军进入全国10强突围赛；
- 票数为每个选手在该赛区最后一次留在超女舞台后的短信票数，郑州赛区票数为短信票数+网络票数；
- 奖励比赛结束后发行的超级女声《超级女声 终极PK》纪念合辑单曲（并非全国10强选手，是50个超女重新开启一周的投票，票选后人气最高的10人发行）；

#### 广州赛区
| 唱区名次 | 選手   | 籍贯             | 年龄   | 学历                       | 奖励单曲 | 票数            |
| -------- | ------ | ---------------- | ------ | -------------------------- | -------- | --------------- |
| 冠军     | 周笔畅 | 广东省深圳市     | 1985年 | 星海音乐学院               | 笔记     | 113535          |
| 亚军     | 易慧   | 湖南省桑植县     | 1984年 | 星海音乐学院               | 无       | 67310           |
| 季军     | 李娜   | 北京市东城区     | 1984年 | 星海音乐学院               | 无       | 56383           |
| 殿军     | 谢雅雯 | 广东省广州市     | 1992年 | 中南林业大学(当年为初中生) | 水晶鞋   | 72316           |
| 第五     | 陈嘉琦 | 广东省深圳市     | 1985年 | 深圳大学                   | 空房间   | 43865           |
| 第六     | 刘梦莹 | 广东省深圳市     | 1989年 | 上海戏剧学院(当年为高中生) | 无       | 58633           |
| 第七     | 邱璐璐 | 广东省深圳市     | 1983年 | 不详                       | 无       | 23213           |
| 第八     | 杨建欣 | 福建省龙岩市     | 1983年 | 不详                       | 无       | 18625           |
| 第九     | 孙艺心 | 黑龙江省哈尔滨市 | 1983年 | 广东亚视演艺专修学院       | 无       | 63174，主动退赛 |
| 第十     | 郑靖文 | 湖南省长沙市     | 1982年 | 不详                       | 八仙过海 | 18393           |

- 郑靖文在广州赛区10进7淘汰后又到杭州赛区参加比赛，最终获得杭州第五名，由于人气超高所以获得发行资格单曲；

#### 长沙赛区
| 唱区名次 | 選手   | 籍贯                 | 年龄   | 学历                       | 奖励单曲               | 票数   |
| -------- | ------ | -------------------- | ------ | -------------------------- | ---------------------- | ------ |
| 冠军     | 赵静怡 | 湖南省长沙市         | 1987年 | 上海音乐学院(当年为高中生) | 你的左手旁边是我的右手 | 106967 |
| 亚军     | 黄雅莉 | 湖南省宁乡县         | 1989年 | 宁乡第一中学               | 无                     | 87118  |
| 季军     | 佘曼妮 | 湖南省芷江侗族自治县 | 1984年 | 吉首大学                   | 无                     | 77115  |
| 殿军     | 黄景   | 湖南省长沙市         | 1986年 | 长沙雅礼中学               | 无                     | 46413  |
| 第五     | 曾凯娟 | 湖南省长沙市         | 1991年 | 当年为初中生               | 无                     | 93652  |
| 第六     | 赵滢   | 北京市怀柔区         | 1988年 | 北京外国语大学             | 无                     | 63132  |
| 第七     | 魏莎   | 湖南省浏阳市         | 1983年 | 不详                       | 无                     | 21873  |
| 第八     | 葛舒婕 | 湖南省凤凰县         | 1983年 | 不详                       | 无                     | 16532  |
| 第九     | 张瑶   | 四川省宜宾市         | 1983年 | 不详                       | 无                     | 11873  |
| 第十     | sweety | 湖南省长沙市         | 1982年 | 不详                       |                        | 10975  |

#### 郑州赛区
| 唱区名次 | 選手       | 籍贯                       | 年龄   | 学历                       | 奖励单曲 | 票数   |
| -------- | ---------- | -------------------------- | ------ | -------------------------- | -------- | ------ |
| 冠军     | 朱妍       | 河南省安阳市               | 1986年 | 安阳师范学院               | 无       | 524595 |
| 亚军     | 宋琳       | 河南省郑州市               | 1988年 | 四川音乐学院(当年为高中生) | 无       | 473327 |
| 季军     | 郭慧敏     | 河南省周口市               | 1984年 | 中央音乐学院               | 无       | 470841 |
| 殿军     | 夏颖       | 重庆市涪陵区               | 1986年 | 不详                       | 白羊记   | 486531 |
| 第五     | 胡璟       | 河南省开封市               | 1983年 | 不详                       | 无       | 138745 |
| 第六     | 朱妍       | 新疆维吾尔自治区乌鲁木齐市 | 1986年 | 不详                       | 无       | 153210 |
| 第七     | 姚雪       | 河南省洛阳市               | 1987年 | 当年为高中生               | 无       | 503134 |
| 第八     | 路爽       | 天津市静海县               | 1983年 | 不详                       | 无       | 136532 |
| 第九     | 张兢文     | 河南省南阳市               | 1983年 | 不详                       | 无       | 129716 |
| 第十     | 洋娃娃组合 | 湖南省长沙市               | 1982年 | 不详                       |          | 118739 |

#### 成都赛区
| 唱区名次 | 選手     | 籍贯         | 年龄   | 学历                         | 奖励单曲      | 票数   |
| -------- | -------- | ------------ | ------ | ---------------------------- | ------------- | ------ |
| 冠军     | 李宇春   | 四川省成都市 | 1984年 | 四川音乐学院                 | 甜蜜的,我爱你 | 206564 |
| 亚军     | 张靓颖   | 四川省成都市 | 1984年 | 四川大学外国语学院           | 无            | 58172  |
| 季军     | 何洁     | 贵州省贵阳市 | 1986年 | 四川音乐学院                 | 两个人的地球  | 42335  |
| 殿军     | 冯家妹   | 重庆市大足区 | 1986年 | 四川音乐学院(当年为高三学生) | 无            | 38942  |
| 第五     | 文瑶     | 四川省彭州市 | 1983年 | 不详                         | 无            | 33183  |
| 第六     | 张丽     | 湖北省宜昌市 | 1986年 | 不详                         | 无            | 28371  |
| 第七     | 陈西贝   | 四川省内江市 | 1983年 | 四川师范大学                 | 爱你所爱的    | 63128  |
| 第八     | 邓涛     | 四川省成都市 | 1986年 | 不详                         | 无            | 18075  |
| 第九     | Me组合   | 云南省昆明市 | 1983年 | 不详                         | 无            | 17808  |
| 第十     | 扎西卓玛 | 四川省阿坝县 | 1986年 | 四川音乐学院(当年为高三学生) |               | 16588  |

#### 杭州赛区
| 唱区名次 | 選手   | 籍贯         | 年龄   | 学历                       | 奖励单曲       | 票数   |
| -------- | ------ | ------------ | ------ | -------------------------- | -------------- | ------ |
| 冠军     | 纪敏佳 | 四川省成都市 | 1983年 | 四川音乐学院               | 无             | 37385  |
| 亚军     | 叶一茜 | 福建省政和县 | 1984年 | 北京电影学院               | 无             | 36736  |
| 季军     | 林爽   | 辽宁省大连市 | 1985年 | 中央民族大学               | 无             | 26835  |
| 殿军     | 郑靖文 | 湖南省长沙市 | 1982年 | 不详                       | 八仙过海       | 103813 |
| 第五     | 丁叮   | 浙江省杭州市 | 1986年 | 浙江传媒学院               | 不要再害怕寂寞 | 53815  |
| 第六     | 何琢言 | 浙江省杭州市 | 1987年 | 当年为高中生               | 无             | 48313  |
| 第七     | 朱文玥 | 安徽省合肥市 | 1989年 | 星海音乐学院(当年为初中生) | 无             | 41824  |
| 第八     | 周杨   | 浙江省杭州市 | 1987年 | 上海音乐学院(当年为高中生) | 无             | 33474  |
| 第九     | 沈娉娉 | 浙江省杭州市 | 1982年 | 浙江传媒学院               | 无             | 28323  |
| 第十     | 卢洁云 | 浙江省杭州市 | 1987年 | 当年为高中学生)            | 无             | 48562  |

### 总决选
- 08号 李宇春 3528308票 2005年度冠军
- 07号 周笔畅 3270840票 2005年度亚军
- 01号 张靓颖 1353906票 2005年度季军
- 02号 何洁 2005年度第四名
- 04号 纪敏佳 2005年度第五名
- 10号 黄雅莉 2005年度第六名
- 06号 叶一茜 2005年度第七名
- 03号 易慧 2005年度第八名
- 09号 赵静怡 2005年度第九名
- 05号 朱妍 2005年度第十名
- 从全国15强入围赛开始统计票数
- 票数为每个选手在该赛区最后一次留在超女舞台后的短信票数，郑州赛区票数为短信票数+网络票数；

| 名次 | 選手   | 籍贯                 | 赛区名次 | 赛区5进3 | 入围赛1 | 入围赛2 | 10进8 | 8进6 | 6进5 | 5进3 | 3进1    |
| ---- | ------ | -------------------- | -------- | -------- | ------- | ------- | ----- | ---- | ---- | ---- | ------- |
| 冠军 | 李宇春 | 四川省成都市         | 成都冠军 | 206564   | 不参加  | 不参加  | 待续  | 待续 | 待续 |      | 3528308 |
| 亚军 | 周笔畅 | 广东省深圳市         | 广州冠军 | 113535   | 不参加  | 不参加  | 待续  | 待续 | 待续 | 待续 | 3270840 |
| 季军 | 张靓颖 | 四川省成都市         | 成都亚军 | 58172    |         |         |       |      |      |      | 1353906 |
| 殿军 | 何洁   | 贵州省贵阳市         | 成都季军 | 42335    |         |         |       |      |      |      | ×       |
| 第五 | 纪敏佳 | 四川省成都市         | 杭州冠军 | 37385    | 不参加  | 不参加  |       |      |      |      | ×       |
| 第六 | 黄雅莉 | 湖南省宁乡县         | 长沙亚军 | 87118    |         |         |       |      |      | ×    | ×       |
| 第七 | 叶一茜 | 福建省政和县         | 杭州亚军 | 36736    |         |         |       |      | ×    | ×    | ×       |
| 第八 | 易慧   | 湖南省桑植县         | 广州亚军 | 67310    |         |         |       |      | ×    | ×    | ×       |
| 第九 | 赵静怡 | 湖南省长沙市         | 长沙冠军 | 106967   | 不参加  | 不参加  |       | ×    | ×    | ×    | ×       |
| 第十 | 朱妍   | 河南省安阳市         | 郑州冠军 | 524595   | 不参加  | 不参加  |       | ×    | ×    | ×    | ×       |
| 第11 | 林爽   | 辽宁省大连市         | 杭州季军 | 26835    |         |         | ×     | ×    | ×    | ×    | ×       |
| 第12 | 李娜   | 北京市东城区         | 广州季军 | 56383    |         |         | ×     | ×    | ×    | ×    | ×       |
| 第13 | 佘曼妮 | 湖南省芷江侗族自治县 | 长沙季军 | 77115    | ×       | ×       | ×     | ×    | ×    | ×    | ×       |
| 第14 | 郭慧敏 | 河南省周口市         | 郑州季军 | 470841   |         | ×       | ×     | ×    | ×    | ×    | ×       |
| 第15 | 宋琳   | 河南省郑州市         | 郑州亚军 | 473327   |         | ×       | ×     | ×    | ×    | ×    | ×       |

## 焦点事件
2005年，超級女聲節目在去年成功的基礎上繼續大受歡迎。從報名開始就盛況空前，整個比賽更是激烈萬分。由此也產生出一系列的爭議事件。

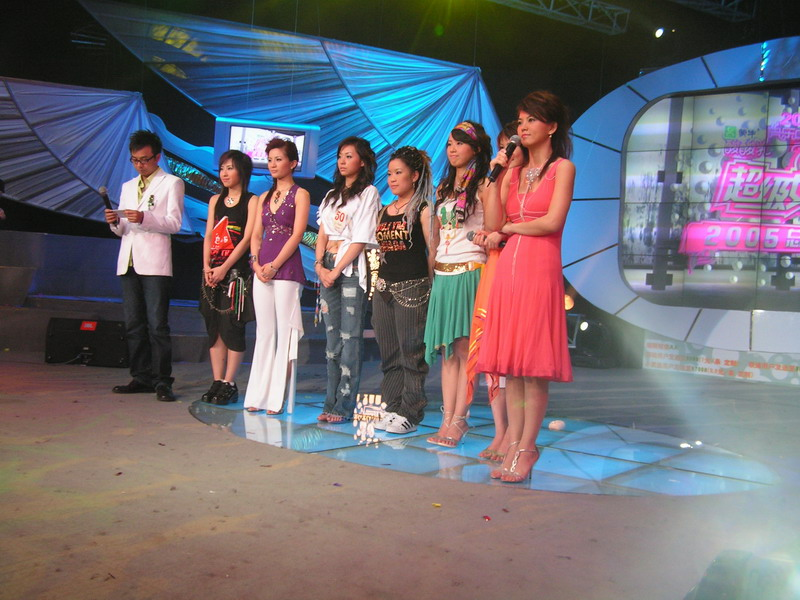
总决赛第一轮现场，右起：主持人李湘、林爽、佘曼妮、易慧、张靓颖、郭慧敏、李娜、主持人汪涵

### 黄薪现象
在2005年度“超级女声”成都赛区选拔赛的海选中，36岁的黄薪因其另类、出位又令人捧腹的表演，在互联网上一夜成名，黄薪反传统的表演颠覆了公众心目中传统观念的“明星美”，使她在“超级女声”这场大众娱乐游戏中赚足了人气，被网友们封为“红衣教主”，引发了较大反响，有人指责她故意作秀、哗众取宠；支持者则认为她本色演出，有勇气。
在成功晋级成都赛区20强之后，黄薪宣布因个人理由退出比赛。

### 夏穎事件
本屆比賽有兩位跨區比賽的選手比較突出，一個是2004年成都唱區被淘汰的紀敏佳今年移師杭州唱區再戰，最終獲得杭州唱區冠軍及年度總決選第五名。另一位就是重慶的女孩夏穎到鄭州唱區參加比賽。雖然她有很多支持者，但是在衝擊唱區三甲的時候失利。然而由於三甲全部都是河南人，引發一場對於地域歧視的討論。同時，主辦方宣佈的票數也疑點重重，三甲中票數最低的也比其它唱區票數最高的李宇春高出一倍以上。
2006年度的超級女聲比賽中，鄭州不再列爲唱區。

### “万人倒柯”事件
在2005年度“超级女声”总决赛的首场决选中，评审对选手张靓颖给予的评价引起了其支持者的不满和部分媒体的质疑。随后 某评审在媒体上表示“网络上指责只有一小部分低素质歌迷”，再次引发了诸多观众不满，在网络上掀起要求更换评审的声潮。外界关注的焦点主要集中在赛事操作的透明度上。被怀疑对选手采取有倾向性的打压行动成为公众质疑的原因。部分专业人士的质疑和网络上歌迷签名要求换评审的行动都使这个节目充满了一种公众直选挑战主办方规则的有趣的社会现象。
不过，在后来的总决选中评审对张靓颖的评价有所提高。2005年8月3日，此前受到公众抨击的评审柯以敏以“不忍心淘汰选手”为由宣布退出。

## 收视率
- 虽然分赛区开始的现场直播，但只统计全国赛的收视率

湖南衛視首播收視率
| 播出時間      | 期數 | 主题                 | 收視率 | 收視份額 | 同時段/時段交叉排名 |
| ------------- | ---- | -------------------- | ------ | -------- | ------------------- |
| 2005年7月15日 | 1    | 全国10强入围赛第一场 | 2.96   | 9.14%    | 1                   |
| 2005年7月22日 | 2    | 全国10强入围赛第二场 | 3.84   | 11.58%   | 1                   |
| 2005年7月29日 | 3    | 全国总决赛10进8      | 4.52   | 13.31%   | 1                   |
| 2005年8月6日  | 4    | 全国总决赛8进6       | 5.83   | 16.66%   | 1                   |
| 2005年8月13日 | 5    | 全国总决赛6进5       | 6.80   | 18.65%   | 1                   |
| 2005年8月20日 | 6    | 全国总决赛5进3       | 8.31   | 24.52%   | 1                   |
| 2005年8月27日 | 7    | 全国总决赛3进1       | 11.65  | 29.54%   | 1                   |

- 同時段節目或時段交叉的節目：
  - CCTV-2 《梦想中国》
  - CCTV-3 《星光大道》
  - 東方衛視 《我型我秀》

數據由央視索福瑞CSM46城測量儀提供
- 資料來源：CSM（页面存档备份，存于）

## 全国巡演
- 比赛结束后，为了答谢全国各地的歌迷，特别在全国12个城市举办了大型的巡回演唱会，每一场的上座率都是高朋满座座无缺席；
- 每一场的巡演嘉宾为全国10强选手，外加当年人气超旺的落选超女临时组偶像组合“Super Girls”（陈西贝、郑靖文、丁叮、夏颖、佘曼妮、陈嘉琦）；
- 每一场演唱会都在网络上全国直播，还设置现场短信投票人气决定每座城市的“城市之星”，“城市之星”获得者将在全国20多家门户网站头版宣传一个星期。

| 场次 | 演出时间       | 演出城市                | 具体地点         | 城市之星 |
| ---- | -------------- | ----------------------- | ---------------- | -------- |
| 1    | 2005年10月1日  | 全国12大城市巡演—成都站 | 龙泉阳光体育馆   | 张靓颖   |
| 2    | 2005年10月6日  | 全国12大城市巡演—上海站 | 上海大舞台       | 李宇春   |
| 3    | 2005年10月9日  | 全国12大城市巡演—北京站 | 北京工人体育场   | 李宇春   |
| 4    | 2005年10月15日 | 全国12大城市巡演—重庆站 | 重庆奥林匹克中心 | 何洁     |
| 5    | 2005年10月22日 | 全国12大城市巡演—杭州站 | 杭州黄龙体育中心 | 张靓颖   |
| 6    | 2005年10月29日 | 全国12大城市巡演—广州站 | 广州天河体育中心 | 周笔畅   |
| 7    | 2005年11月5日  | 全国12大城市巡演—福州站 | 福建省体育中心   | 叶一茜   |
| 8    | 2005年11月19日 | 全国12大城市巡演—武汉站 | 武汉沌口体育中心 | 张靓颖   |
| 9    | 2005年11月22日 | 全国12大城市巡演—郑州站 | 河南省体育馆     | 李宇春   |
| 10   | 2005年11月26日 | 全国12大城市巡演—南京站 | 南京奥体中心     | 何洁     |
| 11   | 2005年12月3日  | 全国12大城市巡演—济南站 | 山东省体育中心   | 周笔畅   |
| 12   | 2005年12月16日 | 全国12大城市巡演—香港站 | 香港红馆         | 李宇春   |

## 有组织的支持者团队
由于比赛的对抗性，尽管台上选手一般都表现得大度、不计较得失，但台下的支持者常常因为各种原因爆发冲突。通常表现为网上的骂战。此外，为了支持各自的偶像，支持者团队作了大量工作，例如拉票、造势、演唱会团购、慈善募捐等等，这些都需要支持者组织起来。

### 缘起
早在2004年的比赛中，各选手的支持者就开始了一定程度的组织化，纪敏佳的歌迷还曾与张含韵的歌迷爆发过骂战。后来止步成都决赛的纪敏佳转变形象，再次参加2005年的比赛，事情就逐渐淡化了。

### 笔迷的形成
随着周笔畅在2005年广州赛区崭露头角，由于其中性造型，一度广受抨击，其支持者开始组织起来反击。这是2005年最早形成的支持者团体，他们一开始并没有固定的称呼，后来才定名为“笔迷”，内部成员互称“笔亲”。

### 玉米和成都小吃团
成都唱区的比赛开始后，另一位走中性路线的选手李宇春开始脱颖而出。在各唱区的决赛里面，除了有些反常（具体赛果见后）的郑州唱区外，她以二十万的短信票数夺冠，大大超越其它唱区的选手。这主要得益于其自称为“玉米”的支持者良好的组织。
全国总决选开始后，成都区三强（李宇春、张靓颖、何洁）的支持者们开始联合起来为他们的偶像争取更好的成绩。由于张靓颖的歌迷自称“凉粉”，何洁的歌迷自称“盒饭”，均是成都地区随处可见的小吃，故有“成都小吃团”之称。由于其主要的竞争对手是广州唱区的周笔畅，因此成都小吃团和笔迷之间开始激烈的争论。但是由于凉粉多数持有传统审美观点，在批判走中性路线的周笔畅时往往同时伤及走同一路线的李宇春，同时亦有不少中立人士循此路线批判周、李，使得玉米很不满，埋下了日后分裂的种子。然而在“万人倒柯”事件中，成都小吃团表现出了团结一致的一面。从最后的成绩看，成都小吃团所支持的3名选手全部晋级五甲，除说明她们本身的实力外，成都小吃团的努力也功不可没。

### 舒穆事件和粉笔联盟
随着比赛的进行，剩下的选手越来越少，成都小吃团的内部矛盾开始激化。由于李宇春的一张伪造的同性恋照片开始在网上传播，“玉米”经过调查认为是“凉粉”所为，遂开始骂战。这时候张靓颖的一些负面消息也开始传出。总决选8进6的比赛之后，玉米的论坛管理员舒穆禄雪梅（被认为是玉米的精神领袖之一）发布了一个帖子，号召玉米只支持李宇春。其中存在对张靓颖进行影射和攻击的文字，并公开呼吁不要支持张，同时贴子被加精置顶长达一周。于是在双方高层沟通未果的情况下，骂战持续升级。最后，双方的论坛均撤销了对方论坛的友好链接，标志着成都小吃团的完全分裂。缺少了凉粉的成都小吃团被称为米饭（玉“米”盒“饭”）联盟。部分对争斗厌倦的人另起炉灶，组织了米粉团体（玉“米”凉“粉”），但由于争论激烈，这个团体显得较为弱势。
在失去盟友的情况下，凉粉利用张靓颖和周笔畅均以唱功见长这一点作为切入口，开始和笔迷修好。在决赛当晚，两大支持者团体互相呼喊对方的口号，标志着粉笔（凉“粉”“笔”迷）联盟形成。

### “粽子”团体
由于最早出现在玉米论坛里面的一个笑话（后文有述），“粽子”一词获得了新的含义并广为流传。随着各大支持者团体的不断的骂战，各团体的论坛开始封杀其他团体的发言。为了取得话语权，一些厌倦争斗的超级女声支持者开辟了新的论坛，他们以“粽子”自居，试图开辟新的言论空间。随着百度“超级粽子吧”的成立，一个新的、集合了各种力量的奇异团体开始崛起。

### 比赛结束后的支持者团体
比赛结束后，各支持者团体并没有销声匿迹，而是继续为他们的偶像走向更高的成就摇旗呐喊。比赛的主办方天娱传媒赛后组织比赛优胜者们到全国各大城市举办巡回演唱会，这给了各大支持者团体持续活跃的动力。
在巡回演唱会广州站天河体育馆的造势活动中，粽子团体首次打出了“娱乐时代、粽子最帅”的横幅，标志着这个团体的影响力开始引人注意。

## 各界评价
此项赛事受到社会各界的极大关注，同时也颇受争议。需要强调的是：在过程结束时，大陆主流媒体转而给与较高评价。

### 正面观点
- 给大陆的电视媒介注入了新的活力，从一定程度上推动了大陆电视产业的发展。
- 大多数的人还是支持的，后来的许多媒体（甚至中央电视台（CCTV），但显然后来CCTV改变了立场）都举行了类似活动。
- 给了很多喜爱唱歌的女性一个自我展示的舞台。

### 反面观点
- 选拔时部分评委自大的态度及评语，以及对选手过于苛刻的要求。
- 公众对部分地区赛事公正性的怀疑。
- 参选的有很多人为在校初高中生，甚至小学生，这让一部分人感到忧虑。
- 参与者不分专业和业余，演唱水平差距大，淘汰率高。

### 泛政治化
- 有学者认为超女的轰动性可以反映出人民对民主和直选的渴求，有学者则不然。
- 许纪霖教授曾发表一篇《戳穿“超女民主”的神话》，遭到强烈抨击。
- 大多数民众不赞成把超女泛政治化。

#### 中国广播电视协会
在“超级女声”受到越来越多民众关注的同时，中国广播电视协会正在推行“抵制广播电视文艺娱乐节目低俗化”运动，将矛头指向“超级女声”，称其在很多方面的表现是“恶俗”。但这遭到了很多人的质疑。

### 外电评价
雖然如《美国偶像》（被多数人认为是超级女声的模仿对象）等節目在國外已經司空見慣，但在中國還是頭一次，因此外電也開始注意中國的這種變化。《今日美国》报道称：“中国人用选举般的热情投注在这个节目上。”而且外電對此事的報道基本都要涉及中國民主、選舉等政治事宜。
- 中国强势的超级女声（页面存档备份，存于） 今日美国
- 超级女声席卷中国 加拿大亚太邮报（英语：Asian_Pacific_Post）
- 偶像形式的超级女声在中国的成功 记事报
- 超女的“草根民主”（页面存档备份，存于）

## 賽后花絮
据2005年10月初媒体报道，湖南卫视在《超级女声》之后本来接着要举办其姊妹节目《超级男声》的，9月初还向全国媒体报告好消息。但由于中宣部和广电总局都对《超级女声》持有争议，认为该节目到了后期炒作过火，并传出“同性恋”、“评委黑幕”、“选手被包养”等非常负面的新闻，以致舆论的局面根本是湖南卫视很难控制的，令到有关主管部门对他们继续操办《超级男声》的能力表示怀疑，因而毫不留情地枪毙了“超男”方案，令其胎死腹中。中宣部从7月中旬封杀芙蓉姐姐，到9月叫停《超级男声》，遭到不少第三方人士异议（页面存档备份，存于）。
11月11日晚，2008年北京奥运会1000天倒计时暨奥运会吉祥物发布仪式在京举行。组委会邀请了本年度超级女声五强（其中亚军周笔畅未能参加，由第六名的黄雅莉代替）及其它一些乐队、歌星现场献唱。中央电视台多个频道均现场直播了这个节目，但当超女五强上台的时候，电视屏幕上没有出现过足以辨认演唱者的较近距离镜头。
11月14日湖南卫视有关人员在一个招商会上宣称明年继续举办此一节目，《超级男声》是否同时举办还需商讨。

## 部分支持者團體
- 李宇春的支持者=玉米（宇迷）
- 周笔畅的支持者=亲，笔亲，笔迷
- 张靓颖的支持者=凉粉（靓Fan）
- 何洁的支持者=盒饭（何Fan）
- 黄雅莉的支持者=荔枝（莉支）
- 冯家妹的支持者=蜂蜜（冯迷）
- 叶一茜的支持者=QQ糖

## 節目變遷
| 前一届： 2004年超级女声 | '2005年超级女声' 4月1日－9月16日 | 下一届： 2006年超级女声 |